# Bec d'espina
Bec d'espina és el nom comú que s'aplica a les dues espècies del gènere Acanthorhynchus, de la família dels melifàgids (Meliphagidae) i l'ordre dels passeriformes. Fan al voltant de 15 cm de llargària i tenen colors negre, blanc i marró, amb un bec corbat cap a baix. Són endèmics d'Austràlia, ocupant una de les espècies la part occidental de l'illa i l'altra l'oriental. S'alimenten de nèctar i d'insectes, vivint en boscos, jardins i altres hàbitats arbustius.
Un estudi molecular ha demostrat que els dos becs d'espina són un grup germà de tots els altres menjamels, és a dir, que van divergir amb anterioritat a totes les altres espècies.

## Taxonomia
- Bec d'espina occidental (Acanthorhynchus superciliosus).
- Bec d'espina oriental (Acanthorhynchus tenuirostris).[2]